# Biserica Sfântul Nicolae din Brașov
Biserica „Sfântul Nicolae” din Brașov este cea mai veche biserică ortodoxă din municipiul Brașov, ea constituind de-a lungul timpului centrul cel mai important pentru viața spirituală, culturală și artistică a românilor din Țara Bârsei. 
Biserica este parte a unui ansamblu de monumente istorice aflate în Piața Unirii din Șcheii Brașovului, sub numele de Ansamblul bisericii „Sfântul Nicolae” din Șcheii Brașovului (cod LMI BV-II-a-A-11589).
Ansamblul este format din patru monumente:
- Biserica „Sf. Nicolae”, cu paraclisele („Buna Vestire” și „Înălțarea Domnului”)[nota 1] (cod LMI BV-II-m-A-11589.01)
- Fosta școală românească, azi muzeu (cod LMI BV-II-m-A-11589.02)
- Chilii (cod LMI BV-II-m-A-11589.03)
- Zid de incintă (cod LMI BV-II-m-A-11589.04)[5]

## Istoric
Biserica „Sf. Nicolae” a fost construită pe locul unde se găsea o cruce de lemn cu șindrilă din anul 1292 și unde a fost ridicată apoi o biserică din lemn, ca loc de închinare al românilor ortodocși din Șcheii Brașovului. Acest lucru a fost atestat de bula emisă de Papa Bonifaciu al IX-lea în anul 1399, prin care se cerea convertirea „schismaticilor” din acest centru ortodox concentrat în jurul lăcașului de cult din Șchei.
Deși nu se cunosc datele precise ale construirii bisericii, cronicile locale, începând cu cea a protopopului Vasile (din 1628) și a lui Radu Tempea II (din 1741), continuate de mulți alți cronicari, au surprins sporadic momente de evoluție în construirea bisericii. Biserica nu a rămas așa cum a fost clădită inițial, ci a fost mereu refăcută în decursul timpului.

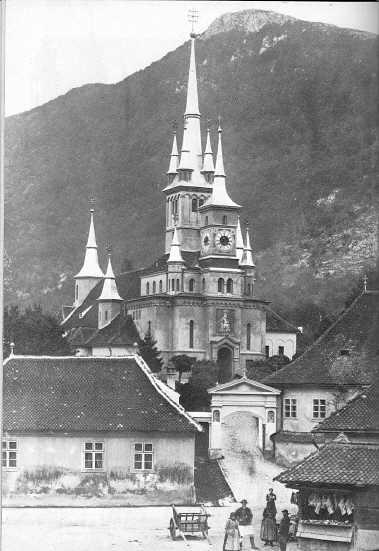
Biserica „Sfântul Nicolae” în anul 1926

Cercetările prilejuite de lucrările de restaurare inițiate de Direcția Monumentelor Istorice între anii 1969-1975 au confirmat existența succesivă a trei edificii de cult, începând cu secolul al XIV-lea. Cel dintâi a fost o biserică de lemn, în amintirea căreia, în secolul al XVIII-lea, s-a ridicat un aghiasmatar, folosit și astăzi la Bobotează.
Construcția bisericii din piatră cu o navă dreptunghiulară și absida cu patru laturi a fost începută în anul 1495 de către Vlad Călugărul, fost domn al Țării Românești, aflat pe atunci în pribegie pe meleagurile Brașovului.
Lucrarea nu a fost terminată, ceea ce l-a determinat pe Neagoe Basarab, domnul Țării Românești, să trimită în anul 1519 bani și meșteri zidari, care au terminat zidirea bisericii într-o nouă formă, mărită față de planul inițial, cu absida poligonală, cu muchii în ax și cu trei contraforturi.
În anul 1584, cu sprijinul domnitorului Țării Românești Petru Cercel, a fost zidit pridvorul bisericii și a fost împodobit altarul cu multe icoane prețioase. Ulterior, între anii 1595 și 1597, cu ajutorul domnului Moldovei Aron Vodă, a fost înălțat turnul clopotniței și a fost zugrăvit interiorul bisericii. De asemenea, el a donat bisericii prețioase odoare de cult. Pisania bisericii, săpată în piatră și montată deasupra ușii, îi înfățișează pe cei doi voievozi, Petru Cercel și Aron Vodă, care au desăvârșit construirea bisericii.
Alte daruri însemnate au fost făcute bisericii de către Mihai Viteazul (al cărui tablou votiv a fost renovat de Radu Zugravul, în 1694), Petru Rareș, Gheorghe Ștefan, Constantin Brâncoveanu, precum și de mulți dintre enoriași. Chiar și împărăteasa Elisabeta a Rusiei a trimis bisericii daruri scumpe constând în bani și obiecte de cult din metale prețioase.
În anul 1651 a fost definitivată construcția paraclisului din turnul bisericii (cu hramul „Sfântul Ioan Botezătorul”), unic în România, unde se ținea slujba monastică a Miezonopticii. O altă modificare arhitectonică s-a produs în 1733-1734, și anume construirea paraclisului de nord, cu hramul „Buna Vestire”, prin strădania protopopului cronicar Radu Tempea II și cu ajutorul daniei domniței Ancuța, fiica domnitorului Țării Românești Costantin Brâncoveanu. În anii 1750-1752 a fost construit, cu sprijinul negustorilor localnici, cel de al doilea paraclis, spre sud, având ca hram „Înălțarea Domnului”. Acesta se remarca prin iconostasul original cu motive brâncovenești, restaurat după 1975 de către Direcția Monumentelor Istorice.
În anul 1751 a fost construit turnul cu ceas, în partea de vest a bisericii, din donația împărătesei Elisabeta a Rusiei, alte intervenții fiind realizate ulterior pe cheltuiala voievozilor Grigore Ghica și Constantin Mavrocordat.
În septembrie 1761 generalul Adolf Nikolaus von Buccow l-a instalat pe episcopul Dionisie Novacovici în această biserică, în pofida reținerii exprimate de mitropolitul Pavel Nenadovici, superiorul ierarhic al lui Novacovici. Curând după aceea Novacovici și-a mutat reședința la Rășinari.
Biserica a sprijinit Societatea Junilor brașoveni, a contribuit la înființarea  Liceului „Andrei Șaguna” (1851) și a susținut cu burse la studii în țară și peste hotare numeroși studenți. Tot din inițiativa bisericii s-au înființat numeroase fundații de sprijinire a vieții obștești locale și s-a întemeiat prima bibliotecă publică locală. Biserica s-a implicat în marile evenimente istorice naționale, precum unirea lui Mihai Viteazul, Războiul de Independență, Revoluția de la 1848, Unirea Principatelor Române, Marea Unire de la 1918.
În cimitirul bisericii sunt îngropate personalități importante din istoria națională și locală ca: Nicolae Titulescu, dr. Ioan Meșotă, dr. Aurel Popovici, preotul Vasile Saftu, Iosif Barac, Gavriil Munteanu ș.a.

## Arhitectura
Biserica este construită din cărămidă și piatră, la fel și paraclisele adiacente. Ea este formată dintr-o navă rectangulară unită cu absida circulară spre răsărit și cu pronaosul și tinda spre apus. În partea de vest a bisericii sunt cele două paraclise lipite de biserică,  la nord și la sud, formând un tot unitar.
Biserica a fost ridicată inițial în stil gotic, apoi a suferit diverse transformări în stil baroc, o ciudată împerechere de stiluri care a dat „o capodoperă de hibriditateˮ.
Privită din față, ea are aspectul geometric al unei piramide foarte ascuțite. Zidurile marginale, parapetele, capelele care au fost adăugate, toate par a susține turnurile: unul mare în mijloc (înconjurat de alte patru turnulețe) și unul mai mic în față deasupra intrării, flancat de alte două turnulețe.

## Pictura

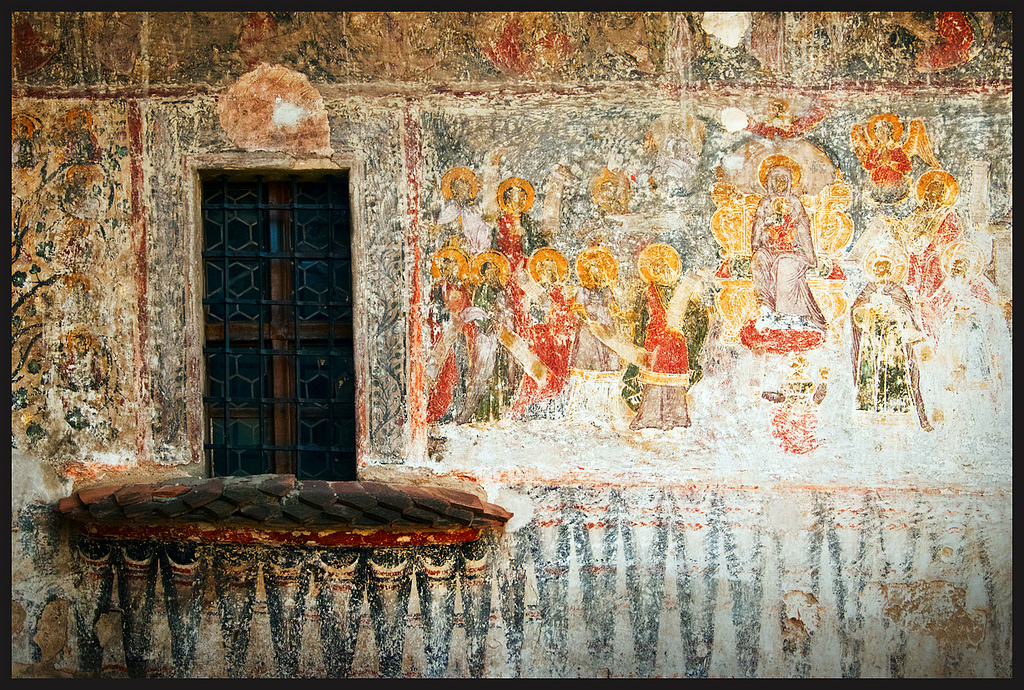
Pictură exterioară a bisericii „Sf. Nicolae”

Biserica a fost pictată („zugrăvită”) în anul 1739, inventarul din 1761 confirmând că biserica era zugrăvită la acea dată atât în interior cât și în exterior. Paraclisul de nord, cu hramul „Buna Vestire”, a fost îmbrăcat în pictură murală între anii 1735-1738 de „zugravii” craioveni „Ranite Grigore, fratele său Gheorghe, fiul său Ioan și Mihaili”, care au reprodus, printre altele, Apocalipsa Sfântului Ioan, Primul conciliu de la Niceea din anul 325, tema Deisis și a Învierii, precum și „Roata Lumii” (o scenă unică a rotirii pământului în jurul soarelui, rotație executată de sfinți). Zugravii au folosit modele elaborate de Școala de la Hurezi, principalul centru al artei post brâncovenești. Paraclisul de sud, cu hramul „Înălțarea Domnului”, a fost pictat în anul 1752 de „Ioan, Iancu - zugravi, Constantin și Irimia - ucenici”.
Între anii 1939 și 1946 vechile fresce din interiorul bisericii au fost înlocuite cu un ansamblu mural executat de pictorul Costin Petrescu, care s-a folosit și de concursul elevilor săi de la Academia de Belle-Arte din București.
Pe peretele exterior dinspre nord este reprezentată intrarea lui Mihai Viteazul în Brașov, pe peretele frontal imaginea celor patru voievozi ctitori ai bisericii precum și tabloul alegoric al tipografiei lui Coresi, iar pe peretele de sud scena încoronării regelui Ferdinand la Alba Iulia. Pe peretele dinspre est a fost pictat un moment festiv cu mitropolitul Andrei Șaguna și cu liceul ctitorit de ierarh, precum și alaiul junilor.
Portretul mitropolitului Andrei Șaguna și al mitropolitului Nicolae Bălan se găsesc și în interiorul bisericii pe peretele de sud, iar pe cel de nord imaginea regelui Mihai și al mamei sale Elena, realizate tot de Costin Petrescu, în cadrul lucrărilor de restaurare.
În vremea comunismului, aceste picturi ale familiei regale  deranjau autoritățile care au dispus acoperirea lor cu var. În anul 1999, doi pictori de la Sibiu au îndepărtat varul și au restaurat fresca. Tot în Biserică, înaintea altarului, unul din cele două scaune pentru ierarhi este închinat Regelui. Pe peretele de lângă scaun, Costin Petrescu i-a pictat pe bunicii lui Mihai I al României – Regele Ferdinand și Regina Maria, călare pe doi cai albi. Pentru a salva această pictură de ideologia comunistă antiregalistă, cineva a avut inspirația să picteze o barbă pe chipul reginei și li s-a spus autorităților că aceia sunt doi sfinți militari. Și această pictură a fost restaurată prin îndepărtarea bărbii.

## Galerie de imagini

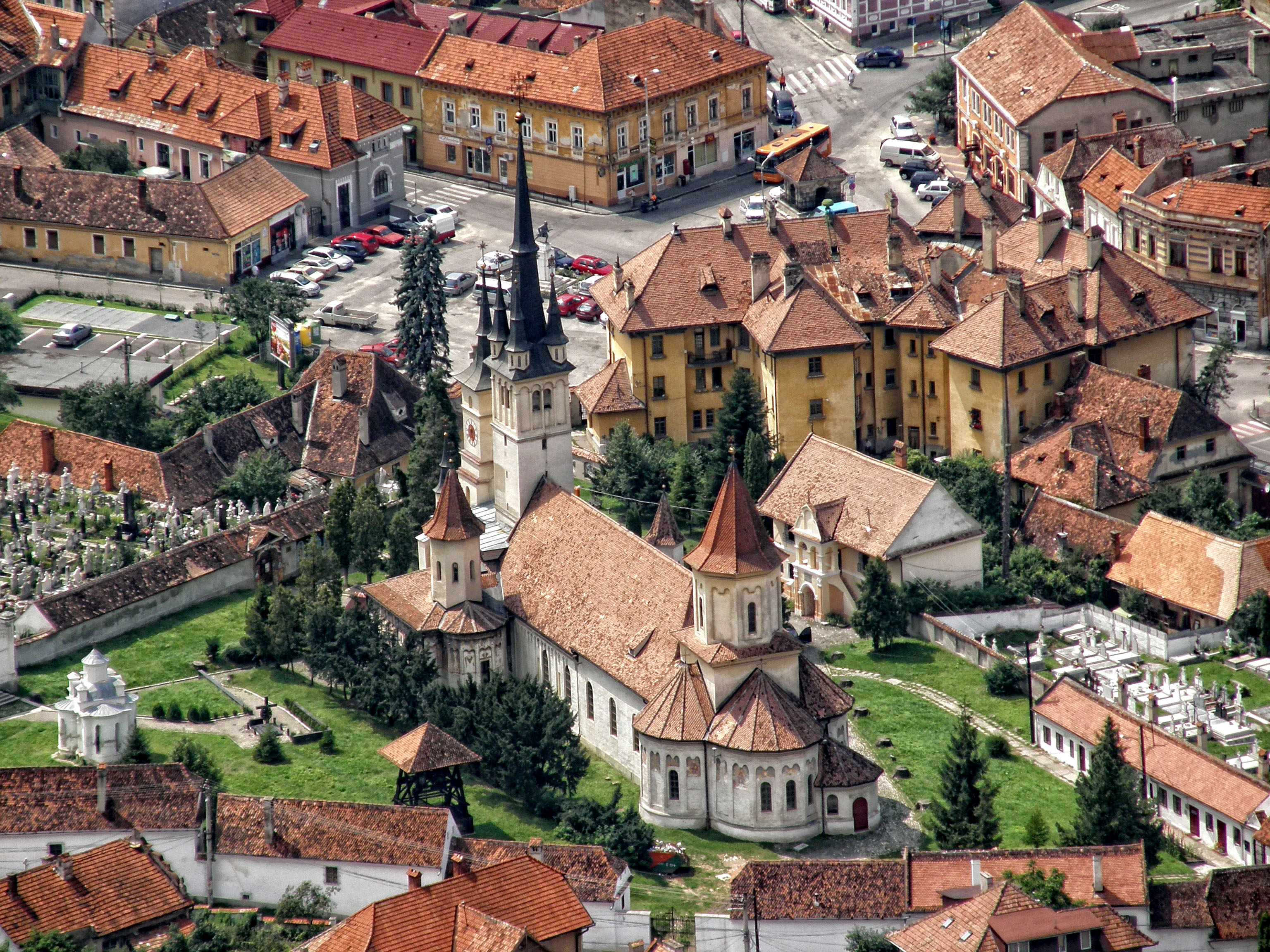
Ansamblul bisericii – vedere aeriană
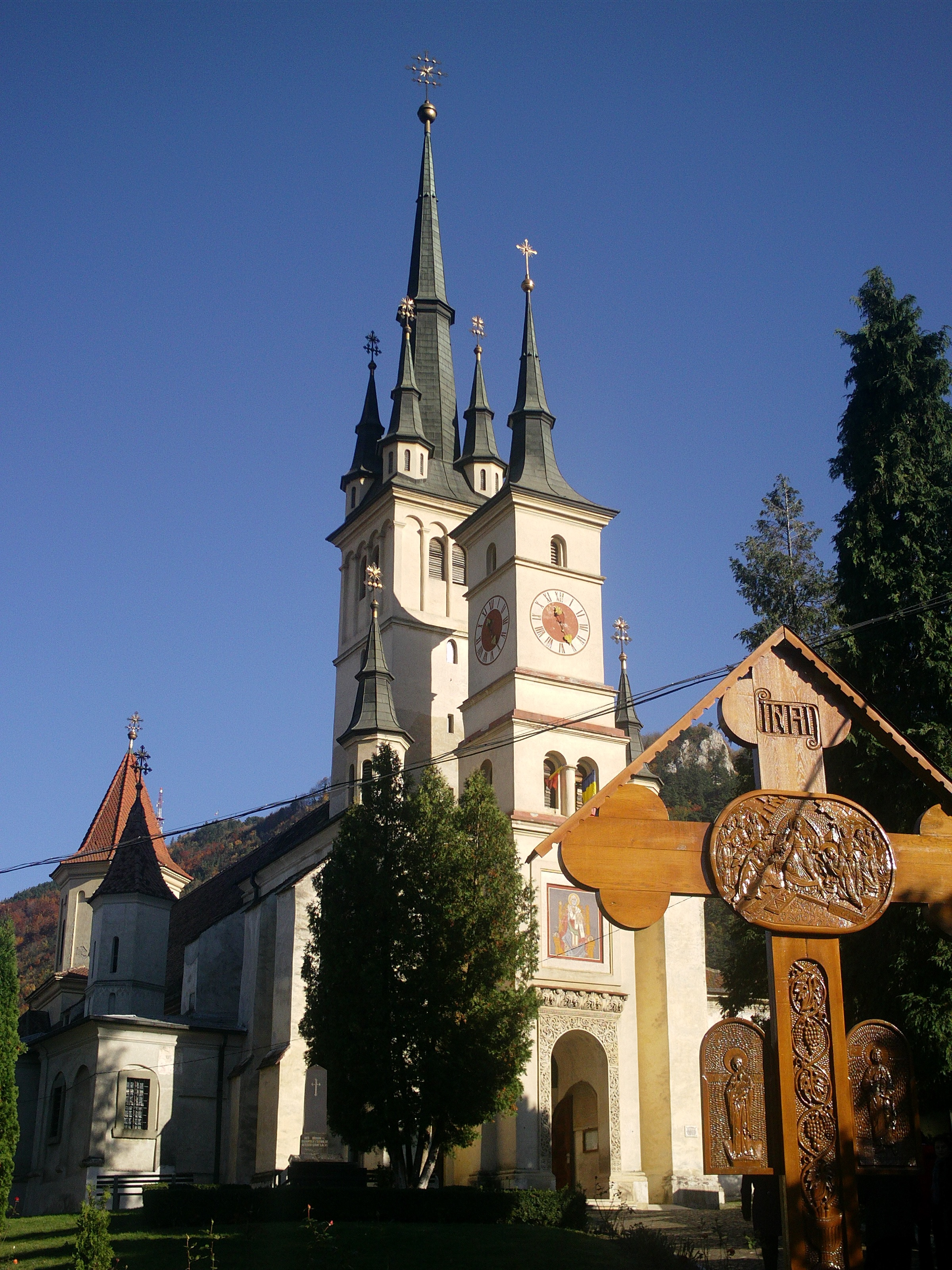
Biserica „Sfântul Nicolae”
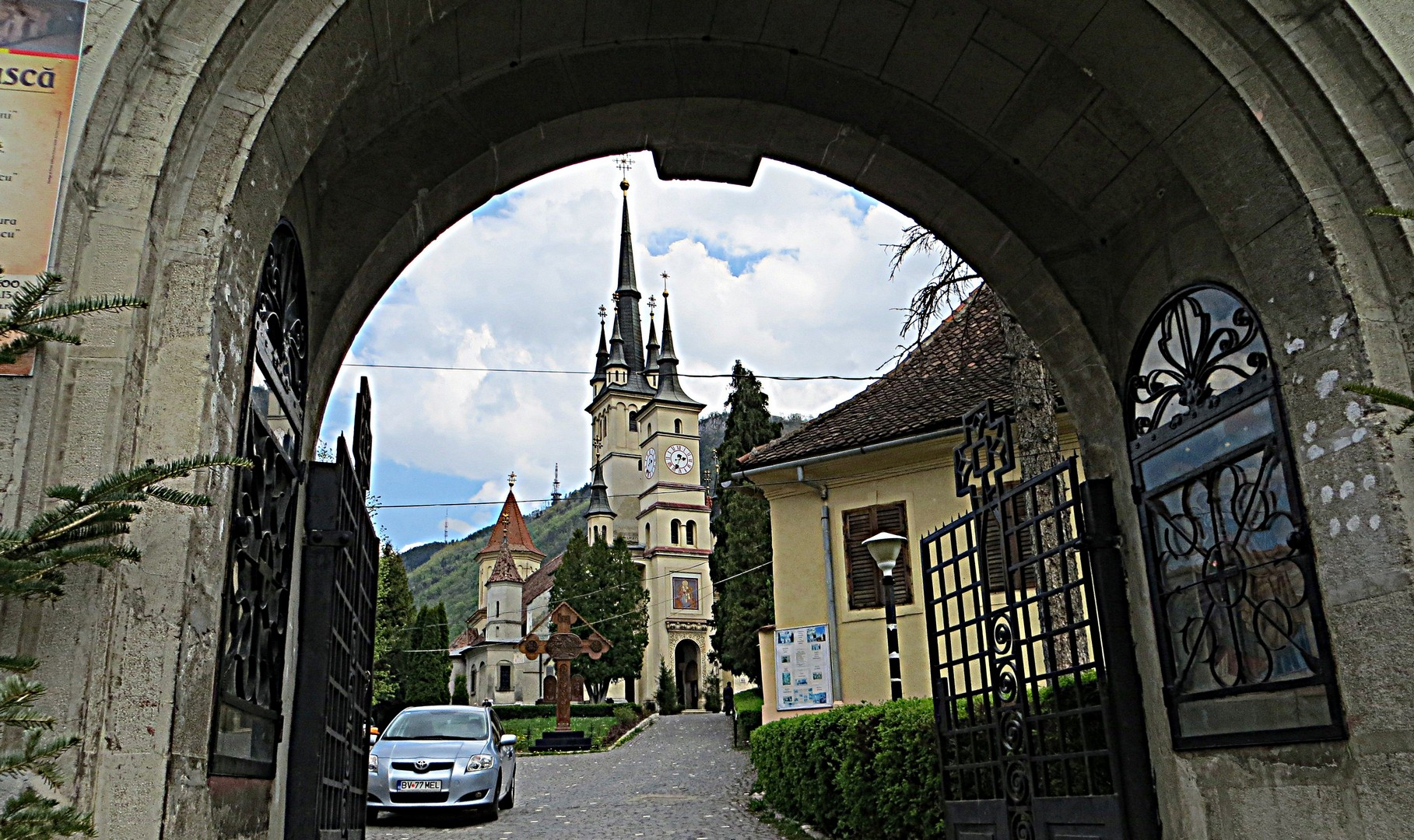
Intrarea în curtea bisericii „Sf. Nicolae”
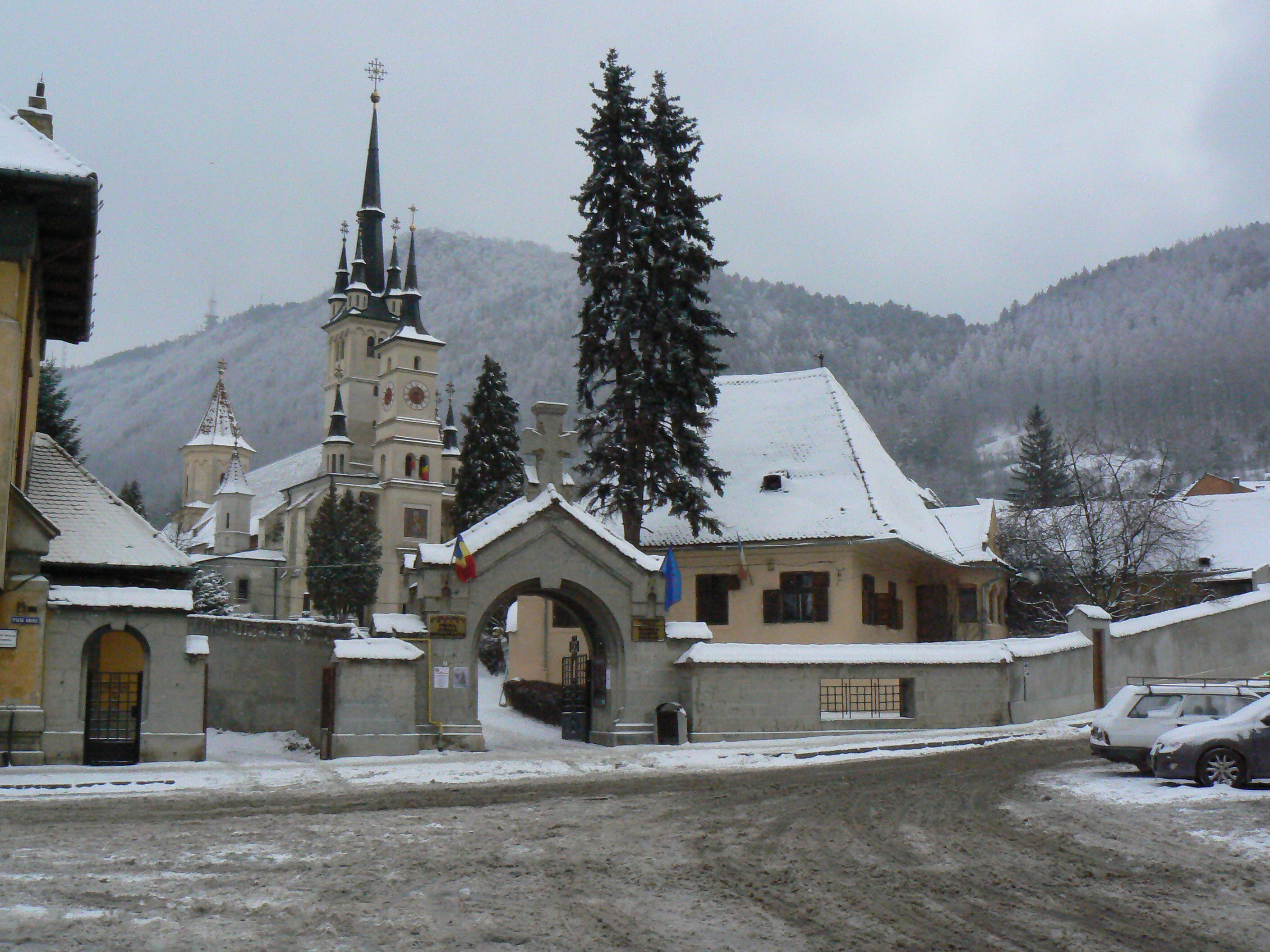
Ansamblul bisericii „Sf. Nicolae” iarna
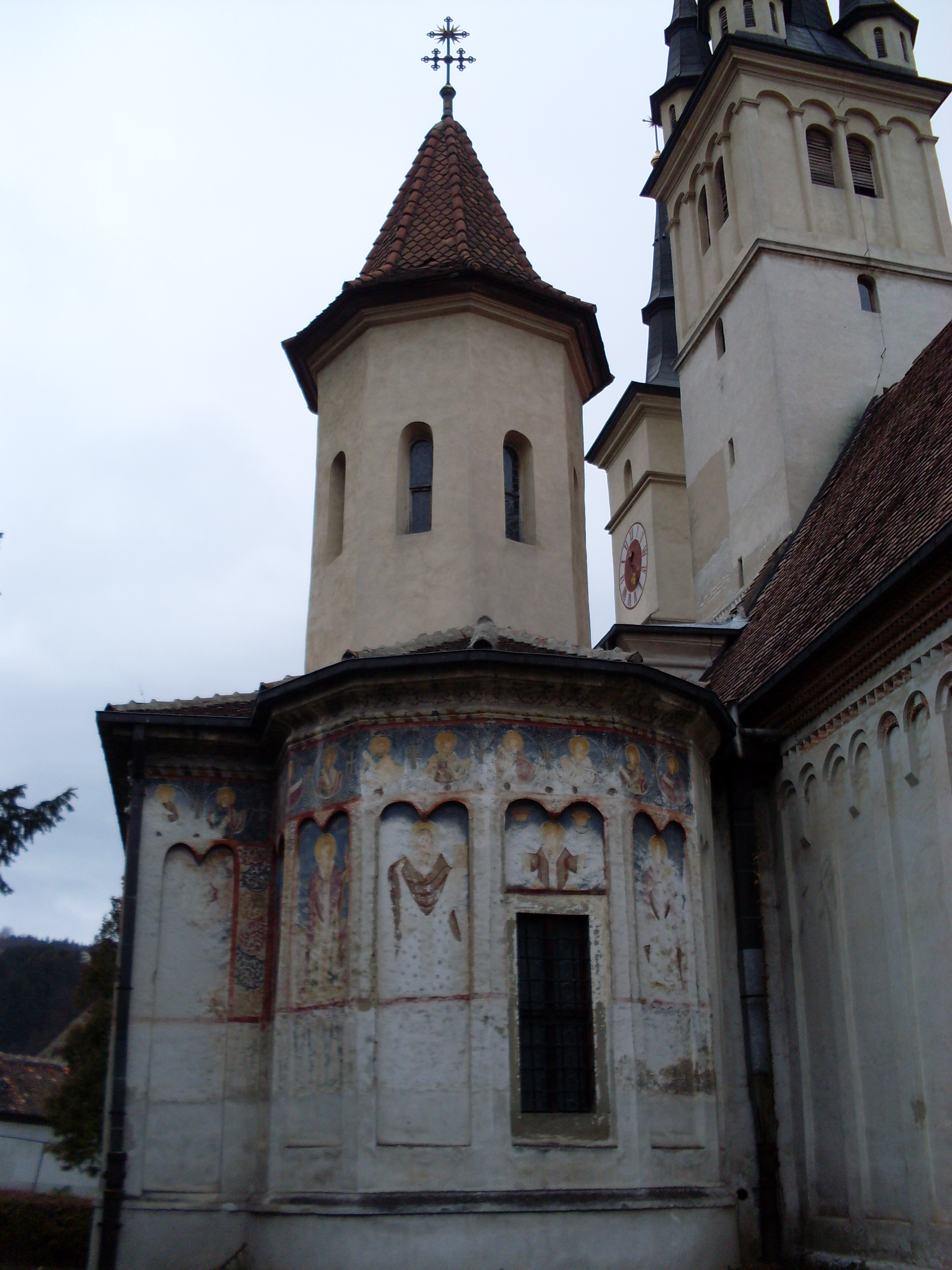
Paraclisul de sud al bisericii
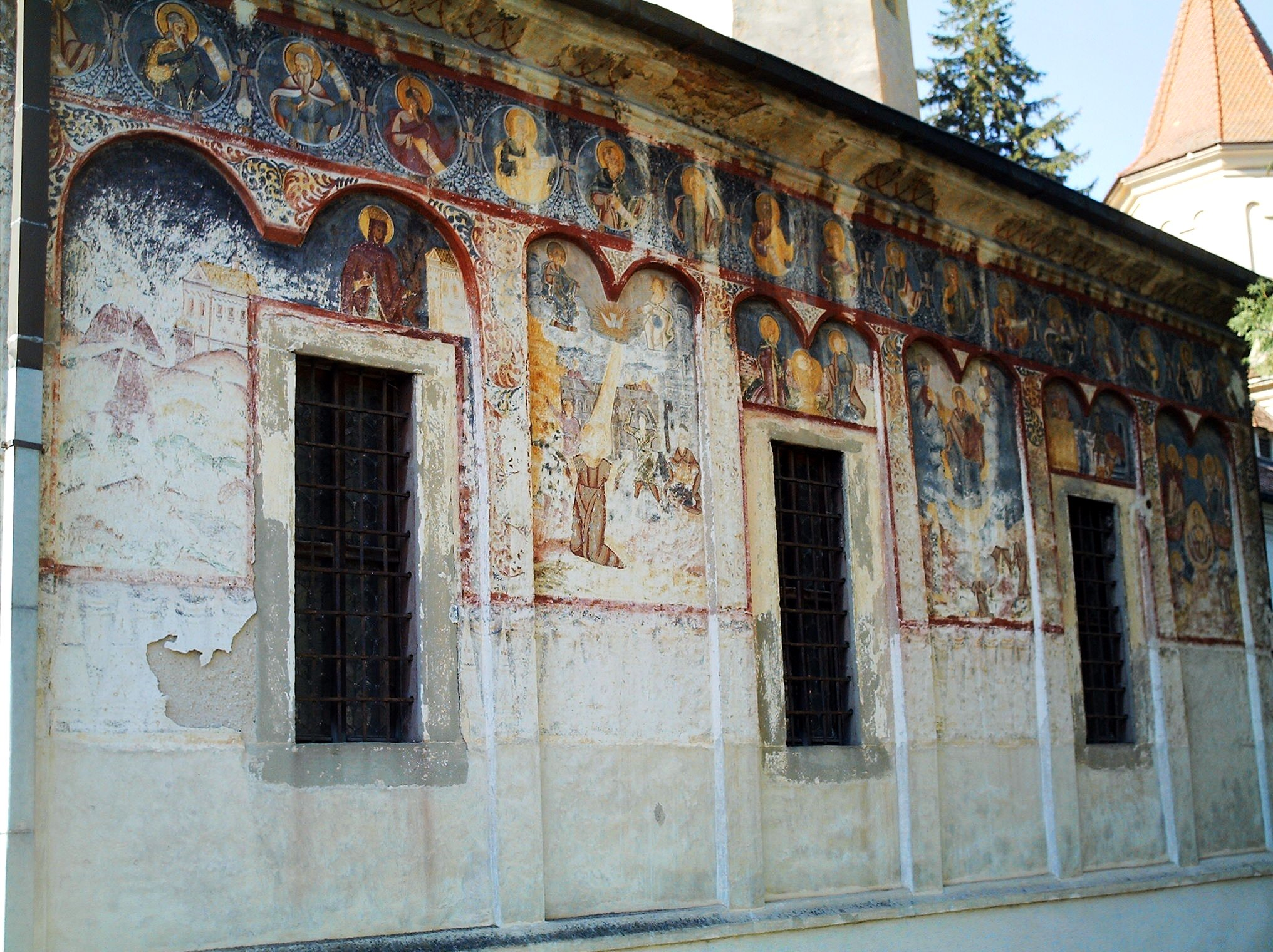
Pictură exterioară a bisericii „Sf. Nicolae”
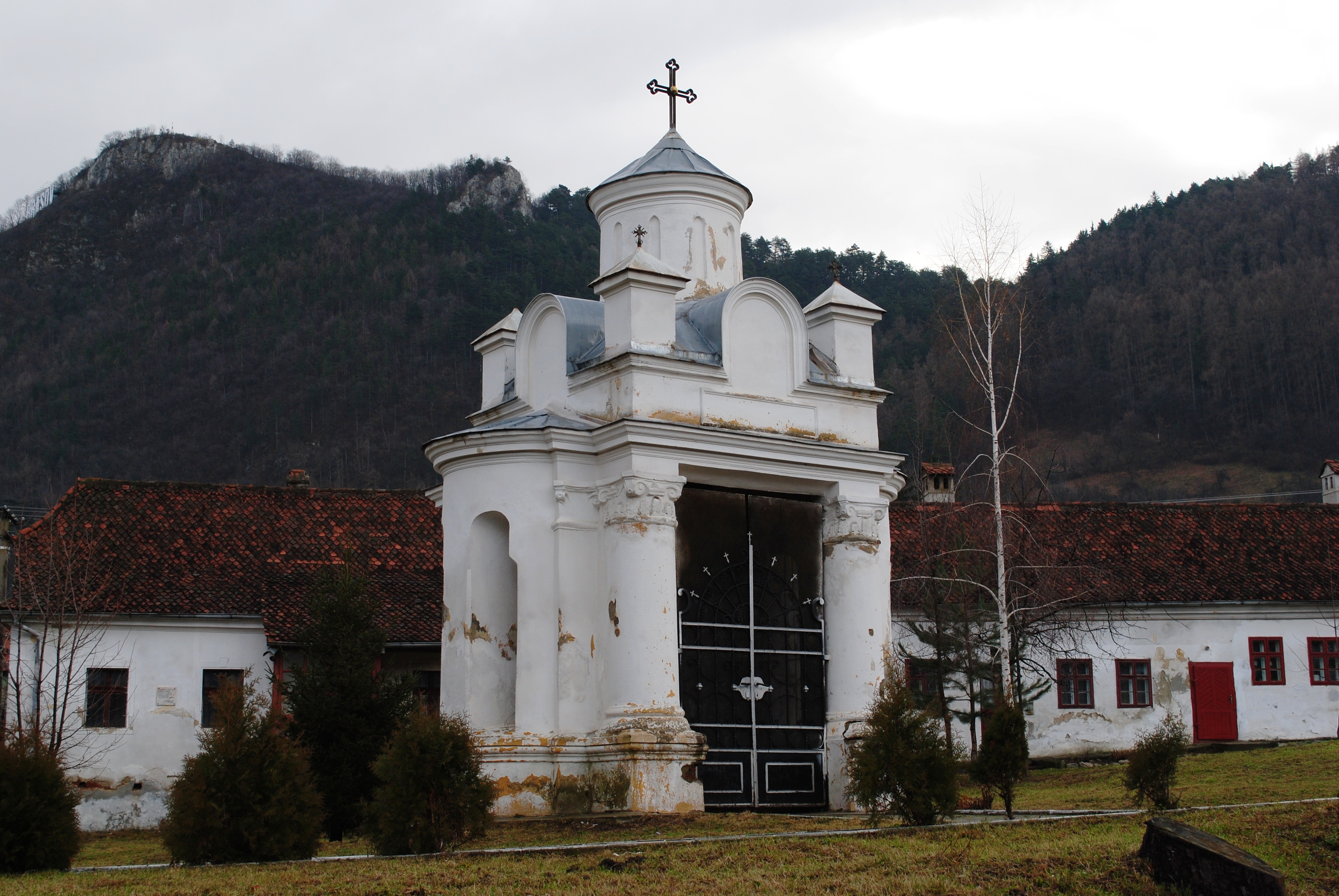
Aghiazmatarul din curtea bisericii
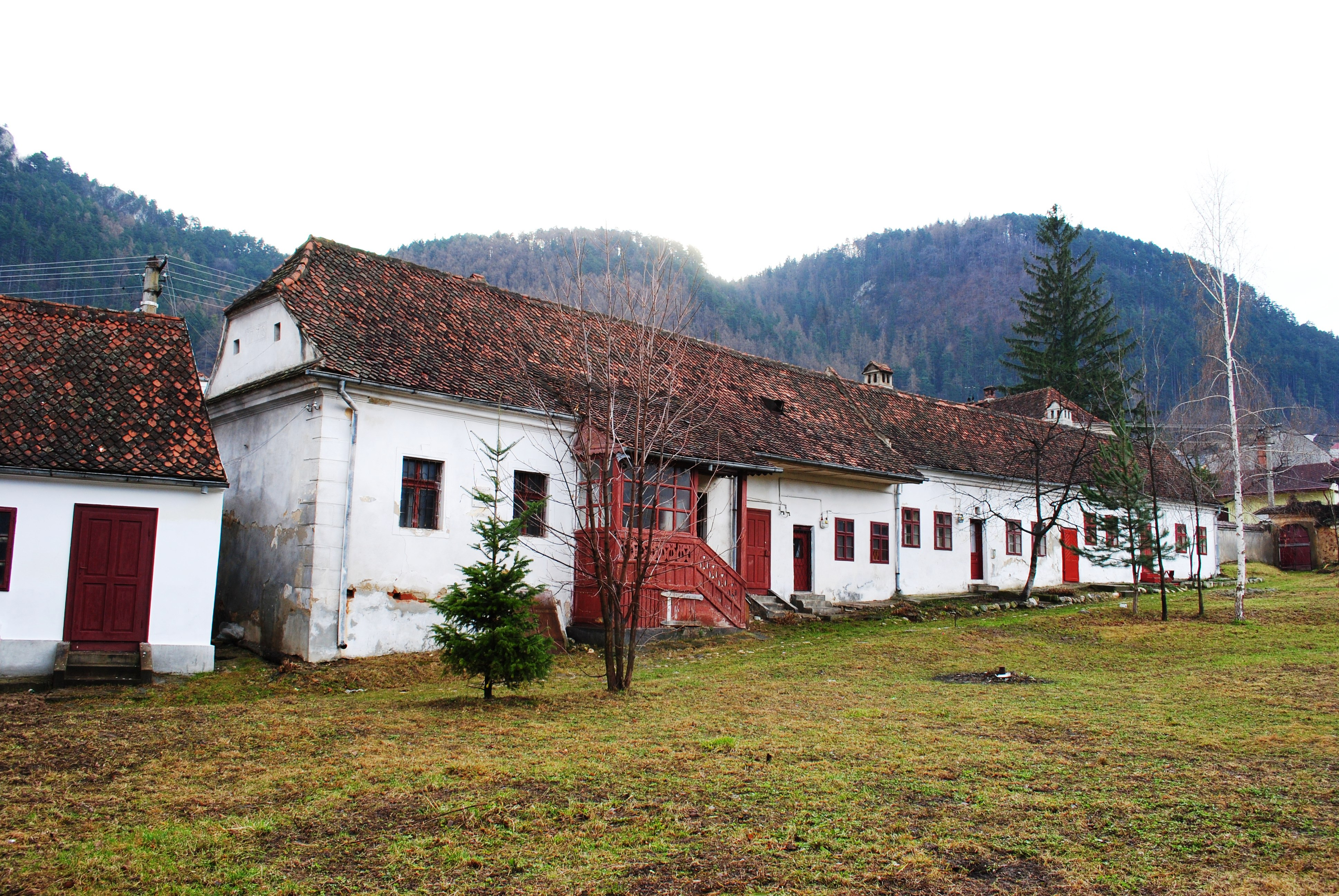
Chiliile din curtea bisericii „Sf. Nicolae”